# Metrodoro di Lampsaco (epicureo)
Metrodoro di Lampsaco (in greco antico: Μητρόδωρος Λαμψακηνός?, Mētródōros Lampsakēnós; 331/0 a.C. – 278/7 a.C.) è stato un filosofo epicureo greco antico.
Nonostante sia uno dei quattro maggiori esponenti dell'epicureismo, delle sue opere ci rimangono solo pochi frammenti.

## Vita
Metrodoro era nativo di Lampsaco. Il nome di suo padre era Ateneo o Timocrate, mentre sua madre si chiamava Sande. Insieme al fratello Timocrate frequentò la scuola di Epicuro. A causa di un litigio, ruppe ben presto i rapporti col fratello, il quale dedicò il resto della sua vita a diffondere malevoli calunnie nei riguardi di Metrodoro e di Epicuro.
Metrodoro divenne in breve il più illustre tra i discepoli di Epicuro, con cui rimase in rapporti di intima amicizia, e che seguì ad Atene. Sappiamo che non si separò mai dal maestro, tranne che per sei mesi, durante i quali fece visita a casa sua. Morì nel 278/7 a.C., a cinquantatré anni, sette anni prima di Epicuro, che lo avrebbe nominato suo successore, se fosse rimasto in vita. Ebbe un figlio chiamato Epicuro, in onore del maestro, e una figlia che Epicuro, nel suo testamento, affidò alla tutela di Aminomaco, Timocrate di Potamo e di Ermarco. 
Anche in una lettera, scritta sul letto di morte, Epicuro raccomandò i figli di Metrodoro alla cura di Idomeneo di Lampsaco, che aveva sposato Batis, la sorella di Metrodoro. 
Sappiamo che, in onore del maestro e di Metrodoro, il 20 di ogni mese è stato considerato dai discepoli di Epicuro come un giorno festivo.
Si ritiene che Leonzia sia stata la moglie o l'amante di Metrodoro.

## Pensiero filosofico e opere
La filosofia di Metrodoro sembra essersi incentrata sui sensi in misura maggiore rispetto a quella del maestro. Secondo quanto ci riporta Cicerone, per Metrodoro la felicità perfetta consiste nell'avere un corpo ben formato e nel mantenerlo immutato nella sua forma. 
Diogene Laerzio elenca le seguenti opere di Metrodoro:
- Contro i fisici (tre volumi), in greco: Πρὸς τοὺς ἰατρούς, τρία
- Sulle sensazioni, Περὶ αἰσθήσεων
- Contro Timocrate, Πρὸς Τιμοκράτην
- Sulla magnanimità, Περὶ μεγαλοψυχίας
- Sulla cattiva salute di Epicuro, Περὶ τῆς Ἐπικούρου ἀρρωστίας
- Contro i dialettici, Πρὸς τοὺς διαλεκτικούς
- Contro i sofisti (nove volumi), Πρὸς τοὺς σοφιστάς, ἐννέα
- Sulla strada per la saggezza, Περὶ τῆς ἐπὶ σοφίαν πορείας
- Sul cambiamento, Περὶ τῆς μεταβολῆς
- Sulla ricchezza, Περὶ πλούτου
- Contro Democrito, Πρὸς Δημόκριτον
- Sulla nobile origine, Περὶ εὐγενείας

Metrodoro scrisse anche Contro l'Eutifrone e Contro il Gorgia (in due libri) di Platone. Piccoli frammenti della sua opera Sulla ricchezza sono stati ritrovati tra i resti carbonizzati della Villa dei Papiri a Ercolano. Filodemo di Gadara utilizzò quest'opera di Metrodoro nei suoi lavori Sulla ricchezza e Sull'economia delle famiglie. Filodemo cita inoltre Metrodoro come autore del parere secondo cui lo stile di vita cinico è da rifiutare in favore di un modus vivendi meno stentato, posto che la ricchezza non garantisce la felicità.